# ماركوس مارتين
ماركوس مارتين (بالإسبانية: Marcos Martín)‏ هو رسام بالرصاص إسباني، ولد في 1972 في برشلونة في إسبانيا.